# Saint-Masmes
Saint-Masmes is een gemeente in het Franse departement Marne (regio Grand Est) en telt 468 inwoners (2005). De plaats maakt deel uit van het arrondissement Reims.

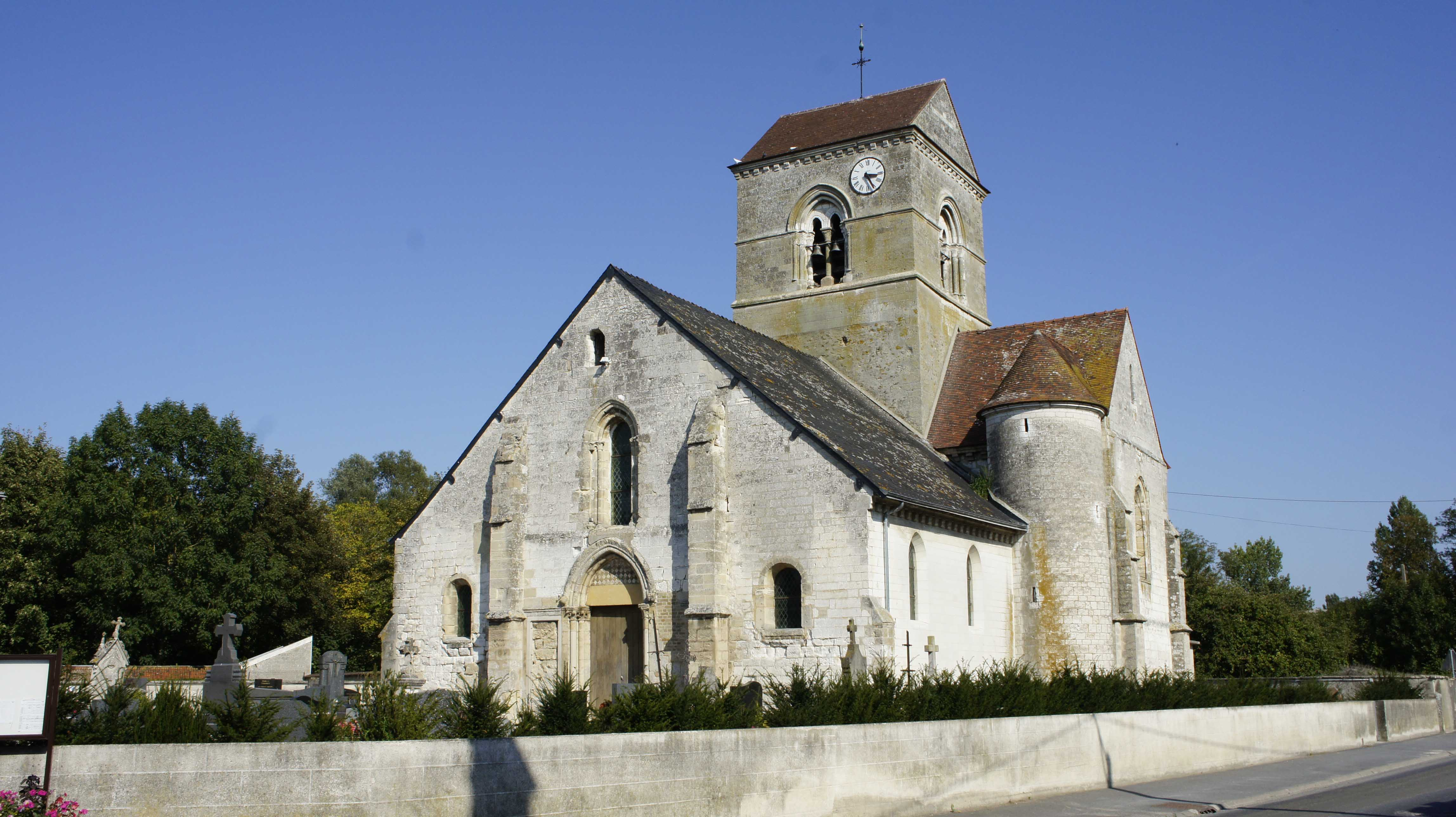
Kerk van Saint-Masmes
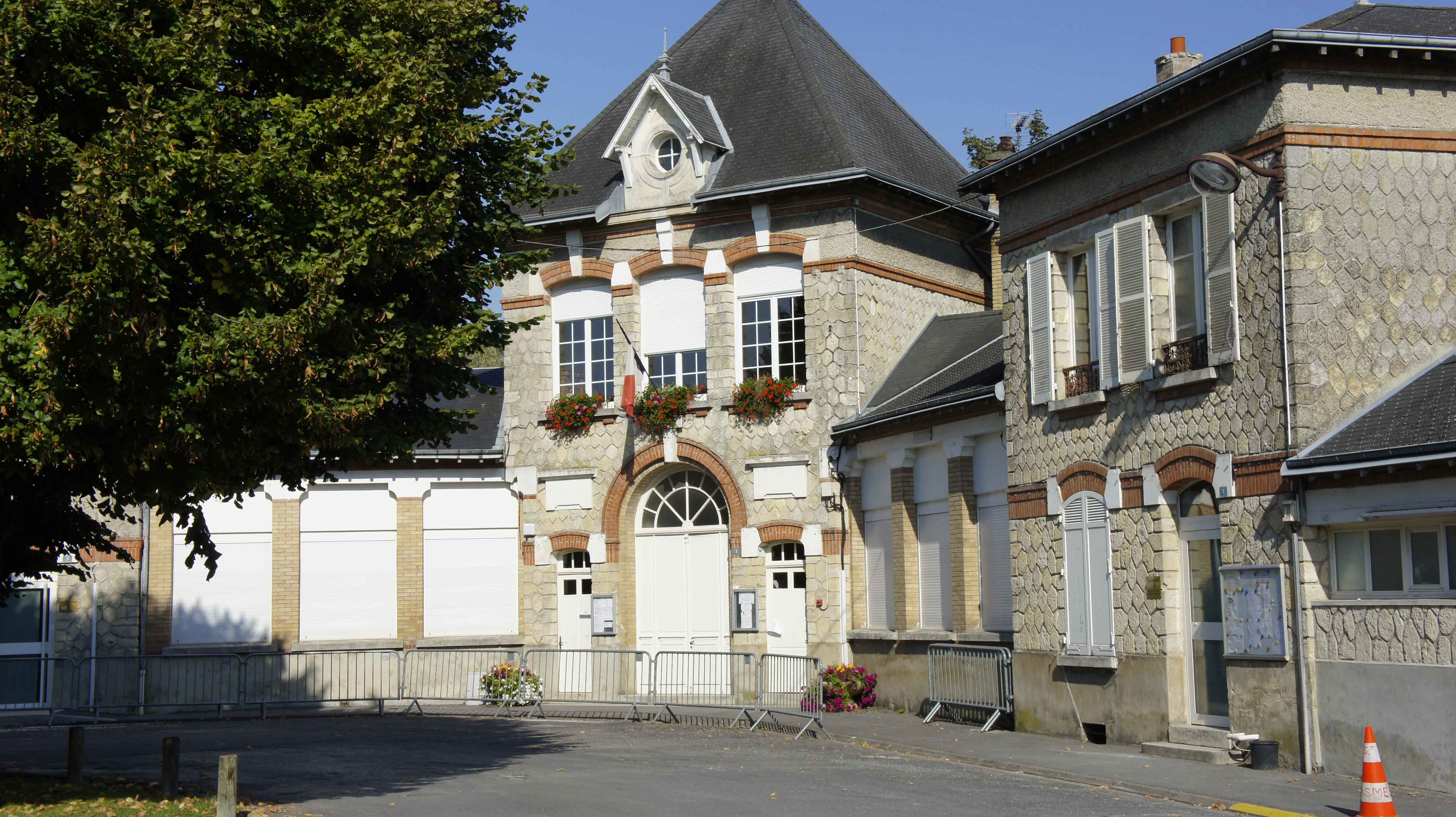
Gemeentehuis

## Geografie
De oppervlakte van Saint-Masmes bedraagt 6,5 km², de bevolkingsdichtheid is 72,0 inwoners per km².
De onderstaande kaart toont de ligging van Saint-Masmes met de belangrijkste infrastructuur en aangrenzende gemeenten.

## Demografie
Onderstaande figuur toont het verloop van het inwonertal (bron: INSEE-tellingen).